# Santa Coloma (Andorre)
Santa Coloma d'Andorre (prononciation catalane : [santə kuɫomə ðəndorə], localement :  [Santa Koloma ðandɔra]), ou brièvement Santa Coloma, est un village andorran situé dans la paroisse d'Andorre-la-Vieille près de la rivière Gran Valira et à 2 kilomètres du centre de la capitale Andorre-la-Vieille. Il compte 2 995 habitants en 2014.

## Géographie
À l'ouest se trouvent les villages de montagne : Aixàs, Bixessarri et Canòlic en Andorre, et Os de Civís en Espagne.
Le village se trouve au confluent du riu d'Enclar et de la Valira.

## Monuments

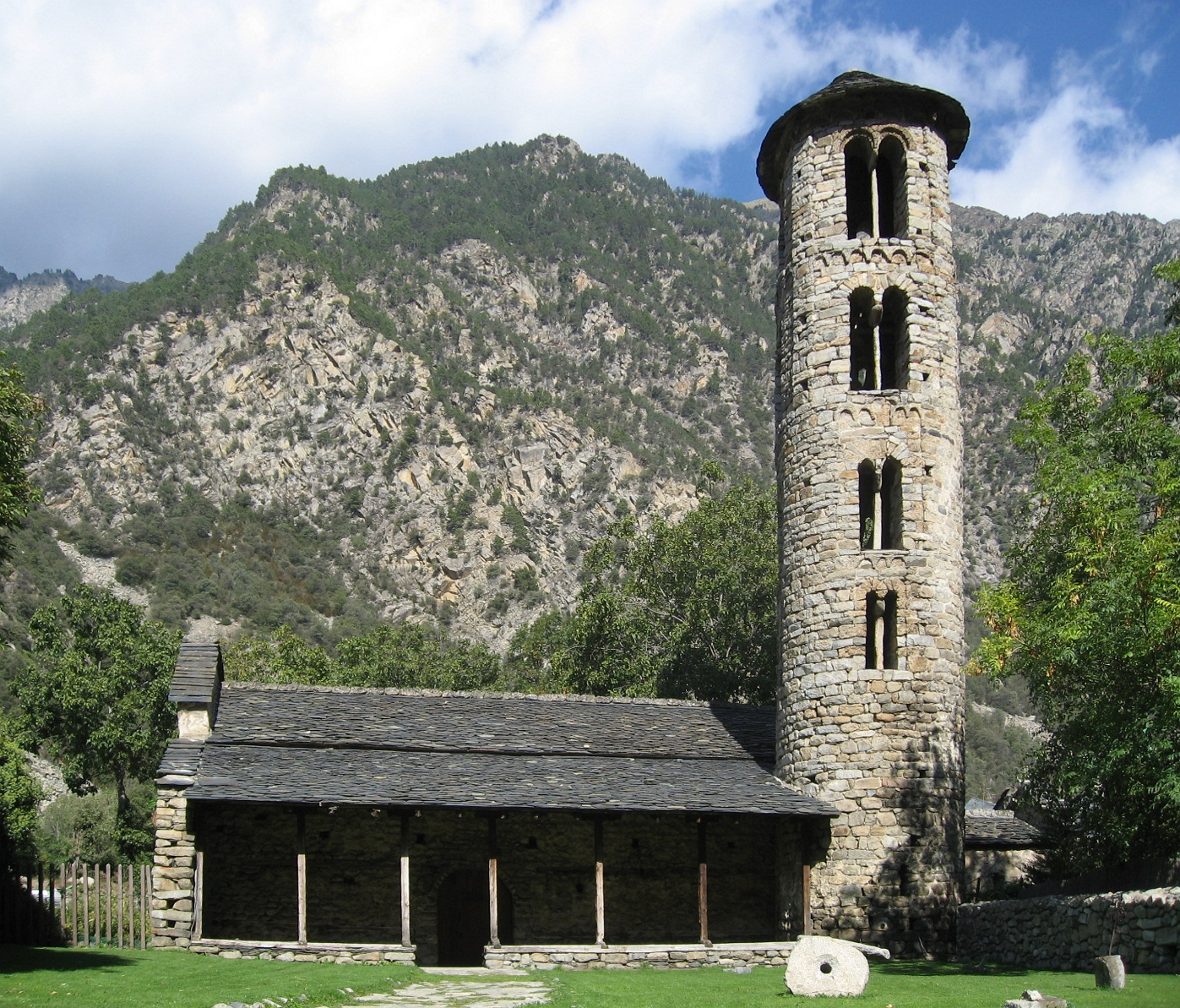
L'église Santa Coloma.

L'ensemble historique de Santa Coloma a été proposé en 1999 pour une inscription au patrimoine mondial et figure sur la « liste indicative » de l’UNESCO dans la catégorie patrimoine culturel.
L'église Santa Coloma est protégée comme bien d'intérêt culturel de l'Andorre.

## Sport
Le club de football du FC Santa Coloma, basé à Andorra la Vella, compte onze titres de champion d'Andorre, dont cinq consécutifs entre 2014 et 2018.